# The Rotters
The Rotters é um filme de comédia mudo britânico de 1921, dirigido por A. V. Bramble e estrelado por Joe Nightingale, Sydney Fairbrother e Sidney Paxton. Foi baseado em uma peça de H. F. Maltby.

## Elenco
- Joe Nightingale - Joe Barnes
- Sydney Fairbrother - Jemima Nivet
- Sydney Paxton - John Clugson MP
- Margery Meadows - Estelle Clugson
- Roger Tréville - Percy Clugson
- Ernest English - John Wait
- Cynthia Murtagh - Margaret Barnes
- Clare Greet - Sra. Clugson
- Stanley Holloway - Arthur Wait
- Margaret Shelley - Winnie Clugson